# Eoscyllina wuzhishanensis
Eoscyllina wuzhishanensis är en insektsart som beskrevs av Liu, Jupeng och Hongchang Li 1995. Eoscyllina wuzhishanensis ingår i släktet Eoscyllina och familjen gräshoppor. Inga underarter finns listade i Catalogue of Life.